# Tržek
Tržek är en ort i Tjeckien.   Den ligger i regionen Pardubice, i den centrala delen av landet, 130 km öster om huvudstaden Prag. Tržek ligger 314 meter över havet och antalet invånare är 162.
Terrängen runt Tržek är platt åt sydväst, men åt nordost är den kuperad. Tržek ligger nere i en dal. Runt Tržek är det ganska tätbefolkat, med 80 invånare per kvadratkilometer. Närmaste större samhälle är Česká Třebová, 13,3 km öster om Tržek. Trakten runt Tržek består till största delen av jordbruksmark.